# ブレンデッドウィングボディ
ブレンデッドウィングボディ (Blended Wing Body, BWB) は、飛行機などの機体形状の一種である。翼と胴体を一体的に設計することで空気抵抗低減による揚抗比改善などを実現し、搭載量の増大や燃費の向上といった効果の達成を意図している。ブレンデッド・ウィング&ボディ (blended wing & body)、翼胴融合、翼胴一体などとも呼ばれる。
この形態は滑らかに接続された胴体と翼という外見的特徴を持つ。かつては宇宙往還機のように特殊な用途の機体や超音速軍用機に対して適用されていたが、20世紀末ごろからは次世代の輸送機・旅客機といった亜音速機の設計概念として注目を集めており、NASAとボーイングによってその先駆的研究と概念実証実験が進められている。

## 概要

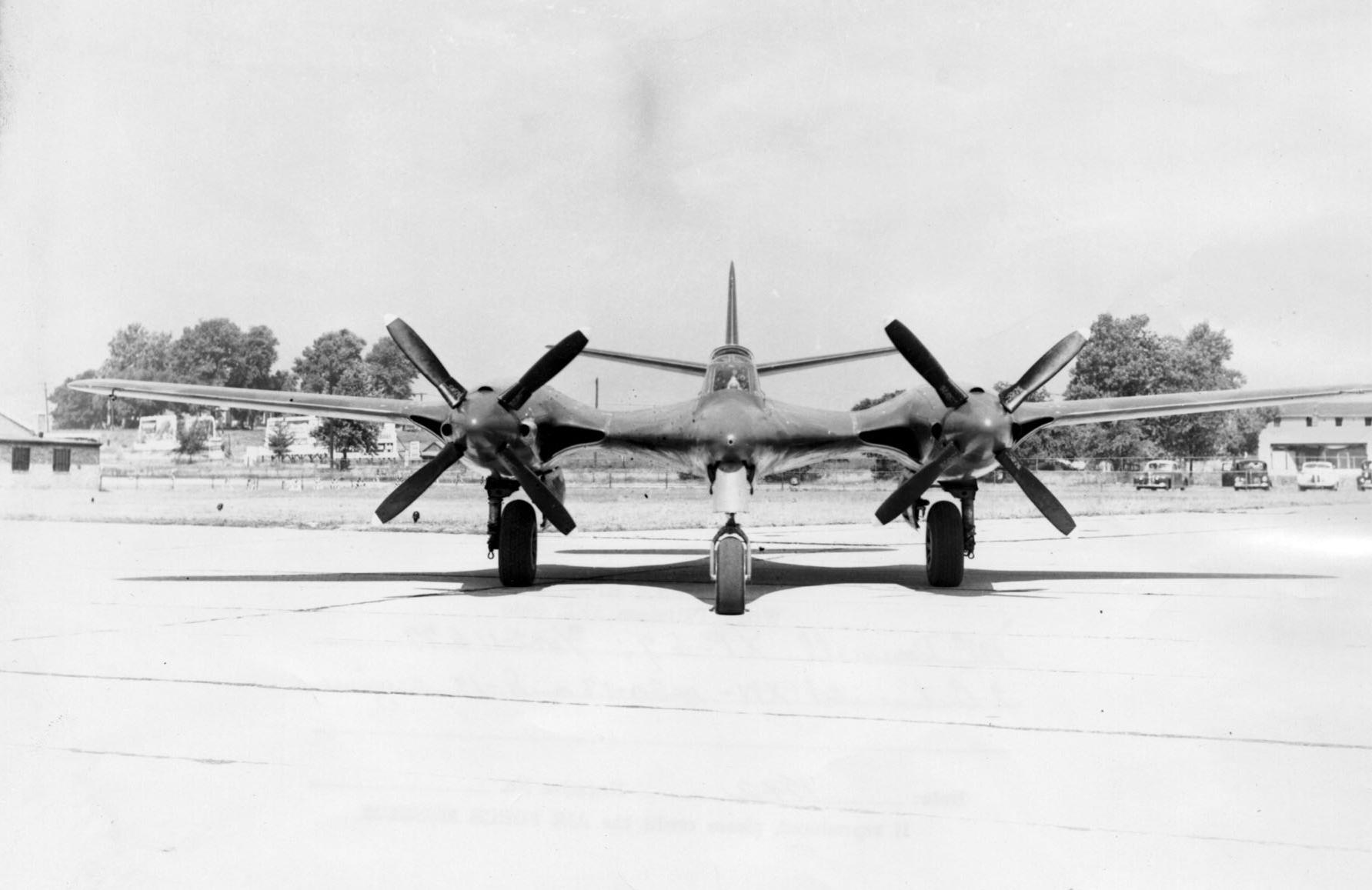
ブレンデッドウィングボディの先駆であるXP-67。

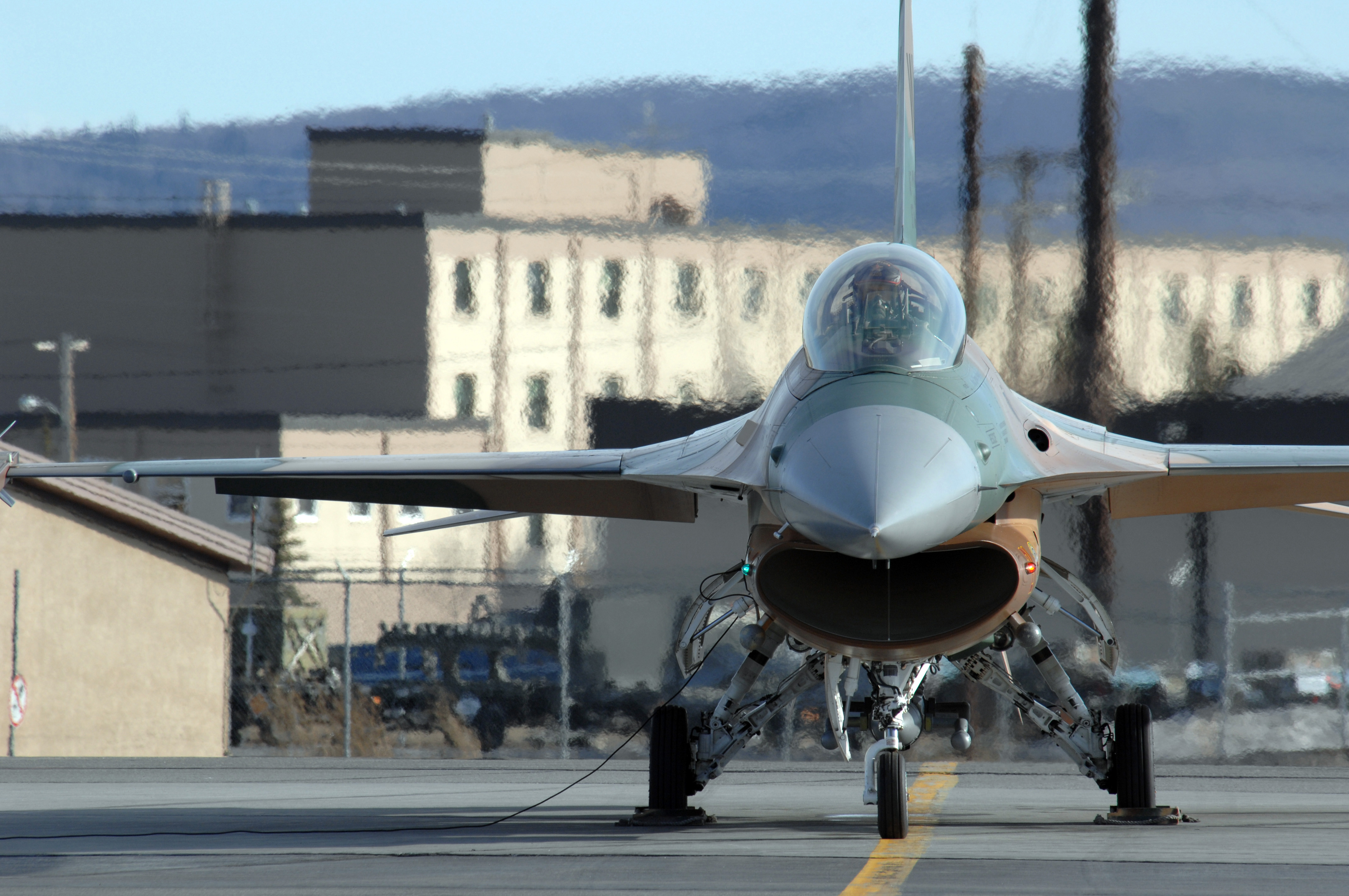
BWB設計により胴体と翼が滑らかに接続されているF-16

航空機に生ずる抗力を極力減らすためには、機体の外形を不連続的な凹凸のない流線形とし、かつ表面積（濡れ面積）を減らすことが一般的方策である。BWBはこれを追求していく過程で生まれた形態といえる。第二次世界大戦頃にBWBと似たような発想から生まれた機体に、翼・胴体・エンジンナセルを滑らかにつなぐことで抵抗低減を狙った試作機XP-67や、揚抗比を悪化させる主因である胴体や尾翼を廃して搭載量増大と燃費改善を企図したHo229やYB-35といった全翼機などがある。
超音速機の誕生からその後の宇宙開発初期には、マッハ1を超えることができ、かつ安定した運航が可能な機体形状が模索された。マッハ1-3程度の飛行機（ジェット機）では音速突破の鍵となる技術としてエリアルールが重用され、これを適用する過程で胴翼一体の設計が盛んに行われるようになった。そのため、この部分を指してBWBがエリアルールの文脈で語られることがある。実際に、戦闘機F-16や爆撃機B-1がBWBを採用した機体としてしばしば言及されるほか、同時代に開発されたロシア（当時ソ連）製の戦闘機MiG-29やSu-27といった、アメリカ以外の国の軍用機でも形状から鑑みて同じコンセプトに基づく設計がなされていたと考えられる。また、アメリカ空軍の偵察機SR-71はマッハ3を超える高速巡航性能で知られるが、その機体形状によりある程度のステルス性を有していた。
一方、宇宙往還機では超音速飛行時の造波抗力への対処に加えて機体の突起による局所的な熱応力の発生を防ぐため、胴体と翼（平面形は機首から徐々に張り出したデルタ翼）を連続的に接続し可能な限り凹凸をなくしたBWB形態が提案されている。なお同様の着想で生まれた別の形態にリフティングボディがある。また、衝撃波を利用して飛行するウェイブライダー (wave rider) の案にBWBが取り入れられている場合もある。
2000年代現在では全翼機型の次世代輸送機の基本コンセプトを指してBWBという用語が頻用される傾向にある。これはもともとマクドネル・ダグラスが1990年前後の次世代輸送機開発計画の中で考案し、現在NASAとボーイング（1997年にマクドネル・ダグラスを買収）が概念実証機X-48を用いて検証実験を進めているものである。外見はB-2のような全翼機に近い。詳細は次節で述べる。

## 次世代大型輸送機としてのBWB

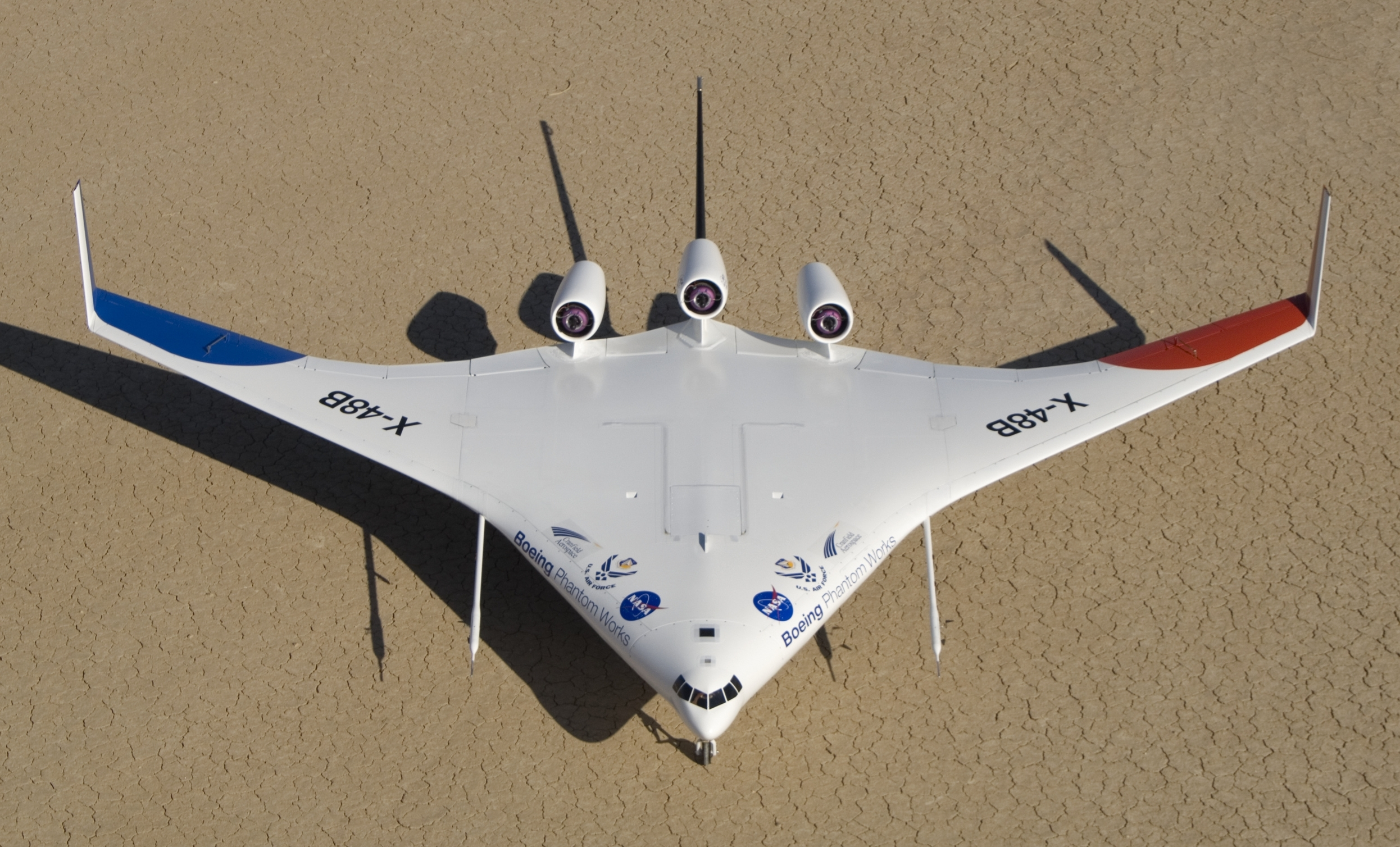
マクドネル・ダグラスのプランを取り入れて開発された実験機X-48B

1990年代以降、ボーイング、NASA（ラングレー研究所）やアメリカ空軍によって、胴体と翼が一体となった全翼機状の大型機の設計概念がブレンデッドウィングボディもしくはBWBとして盛んに提唱されている。2007年に無線誘導式の無人実験機X-48Bによる飛行が行われた段階にすぎないものの、次世代の亜音速-遷音速大型機の設計概念として各学会に影響を与えている。また、MITではボーイングと共同で2030年までにBWB型旅客機を開発する計画が進行中である。
このBWBでは、空気抵抗の低減と揚力の発生面積が広いことにより揚抗比が増大し、従来型の輸送機・旅客機に比べて燃費や搭載量といった点で大幅な改善を期待できるとされる。また、機体表面積や突起物が少ないために騒音の発生を最小限に抑えられると考えられている。謳われている特徴をまとめると以下の通り。

### 利点と欠点
利点
- 空気力学的効率の向上

抗力の低減に加え、翼のような胴体が有効な揚力を発生させるため、高い揚抗比を得ることができる。
- 騒音低減

突起物や表面積を減らしたことによって騒音を低減している。
- 積載物配置の自由度向上

胴体が幅広いため、従来では困難な形状の積載物を積むことが可能。また同クラスの航空機と比較して内部空間そのものが大きい。
- 構造重量低減

機体表面の広い領域で揚力を発生しており、翼のみに揚力が集中せず強度に余裕があるため、従来よりも構造を簡略化でき、重量を低減できる（スパン・ローディングの発想）。
欠点
- 積載物への負担増

機体がロール（横転）したとき、機体の左右端に置かれた人や積載物が大きな力を受けてしまう。
- 窓側席の減少（旅客機の場合）

窓側の座席数が減り、客席レイアウトに影響する。
- 胴体構造の耐圧性減少

胴体断面が楕円形であり、機内を与圧した場合に円形に比べて機体内外の圧力差による力に弱い。